# موفق‌الدین بحرانی اربلی
محمد بحرانی اِربِلی لقب‌گرفته به موفق‌الدین و کنیه‌گرفته به ابوعبدالله (؟، سرزمین بحرین - ۲۱ مه ۱۱۸۹، اربیل) زبان‌شناس، ادیب و شاعر عربی در سدهٔ ششم هجری/ دوازدهم میلادی بود که به فلسفه و هندسه نیز پرداخت. او را از پیشوایان پیشتاز در علوم عربی وصف کرده‌اند که بر گونه‌های شعر دانا، در عروض و قافیه هوشمند، در نقد شعر خوش‌گزین بود. رسائل پنج‌گانه‌ای از او مانده، همچنین مسائل کتاب اقلیدس را حل نمود.

## زندگی
پدر او «ابوعبدالله محمد بن یوسف بن محمد بن قائد» تاجی از اهالی اربیل بود که به بازرگانیِ مرواریدها از بحرین به عراق می‌پرداخت. پسرش «محمد» در بحرین زاده شد، همان‌جا پرورش یافت و سرودن را آغاز نمود. سپس به شهرزور رفت و مدتی آنجا ماند. به دمشق رفت و صلاح‌الدین ایوبی را مدح کرد. درگذشت موفق‌الدین در اربیل به تاریخ ۳ ربیع‌الثانی ۵۸۵ ق/۲۱ مه ۱۱۸۹م بود.